# بطولة سلوفاكيا تحت 21 عام
بطولة سلوفاكيا تحت 21 عامًا 2025 (المعروفة أيضًا باسم U
EFA Under-21 Euro 2025) هي النسخة الخامسة والعشرون الجارية من بطولة أوروبا تحت 21 عامًا و(النسخة الثامنة والعشرون إذا تم تضمين حقبة تحت 23 عامًا أيضًا) وتعد ضمن بطولة كرة القدم الدولية للشباب التي يُنظمها الاتحاد الأوروبي لكرة القدم للفرق الوطنية تحت 21 عامًا للرجال في أوروبا. وتم استضافة البطولة من قبل سلوفاكيا للمرة الثانية، بعد أن استضافت سابقًا بطولة أوروبا تحت 21 عامًا 2000.

## اختيار المضيف
- سلوفاكيا

اختارت اللجنة التنفيذية للاتحاد الأوروبي لكرة القدم سلوفاكيا كمضيفة في 25 يناير 2023.

## الاستعدادات
في أكتوبر 2023، جاء مسؤولون من الاتحاد الأوروبي لكرة القدم إلى سلوفاكيا لإجراء مزيد من الترتيبات والتنسيقات على أماكن إقامة البطولة وقد حازت الملاعب على رضاهم.

## الأماكن

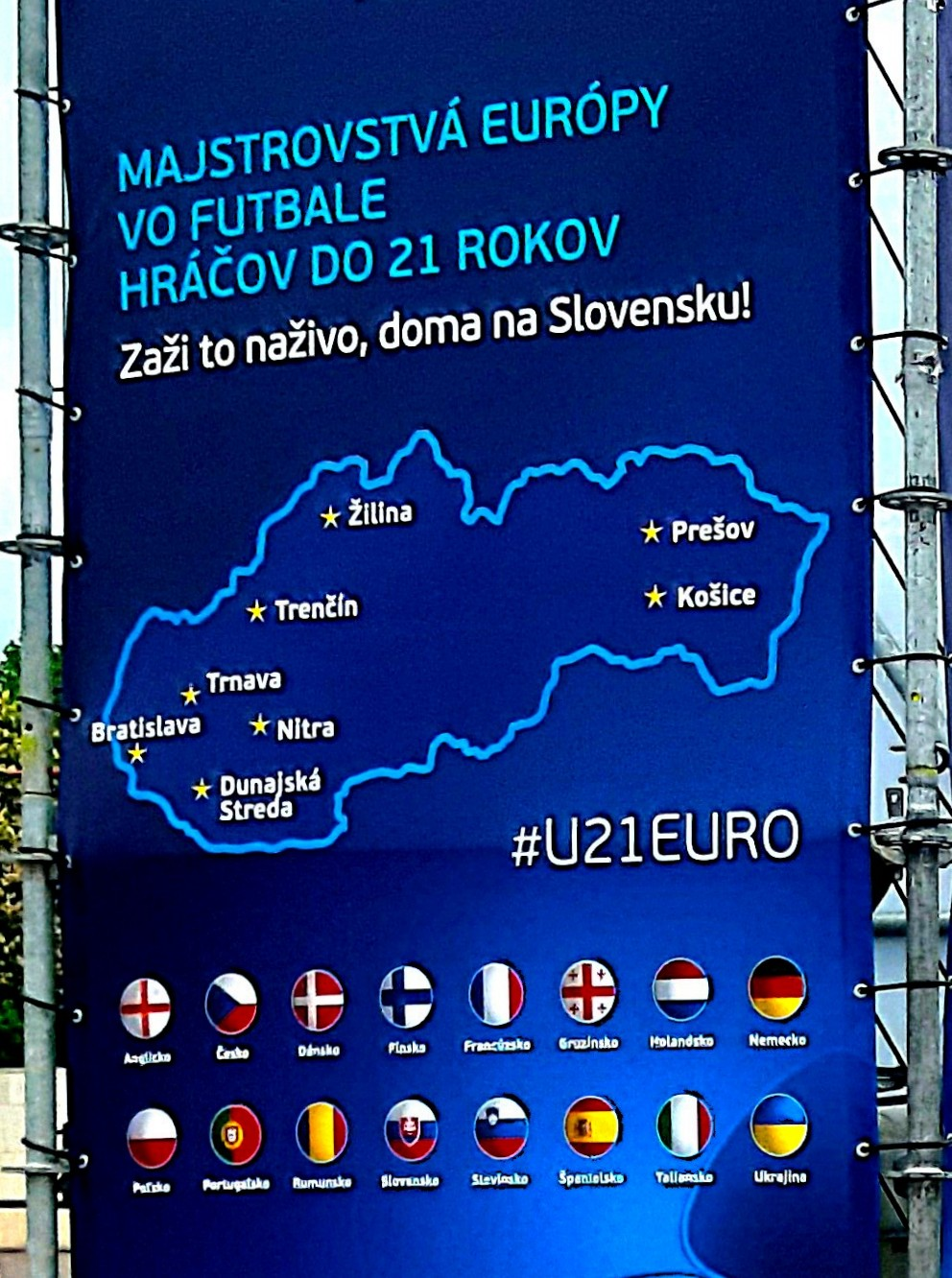
لوحة إعلانية لمكان الحدث باللغة السلوفاكية

تقام البطولة في ثمانية ملاعب من المقاطعات السلوفاكية، باستثناء منطقة بانسكا بيستريتسا. ومن ناحية أخرى منطقة ترنافا هي المنطقة الوحيدة التي لديها مدن مضيفة متعددة، ترنافا ودوناجسكا ستريدا.

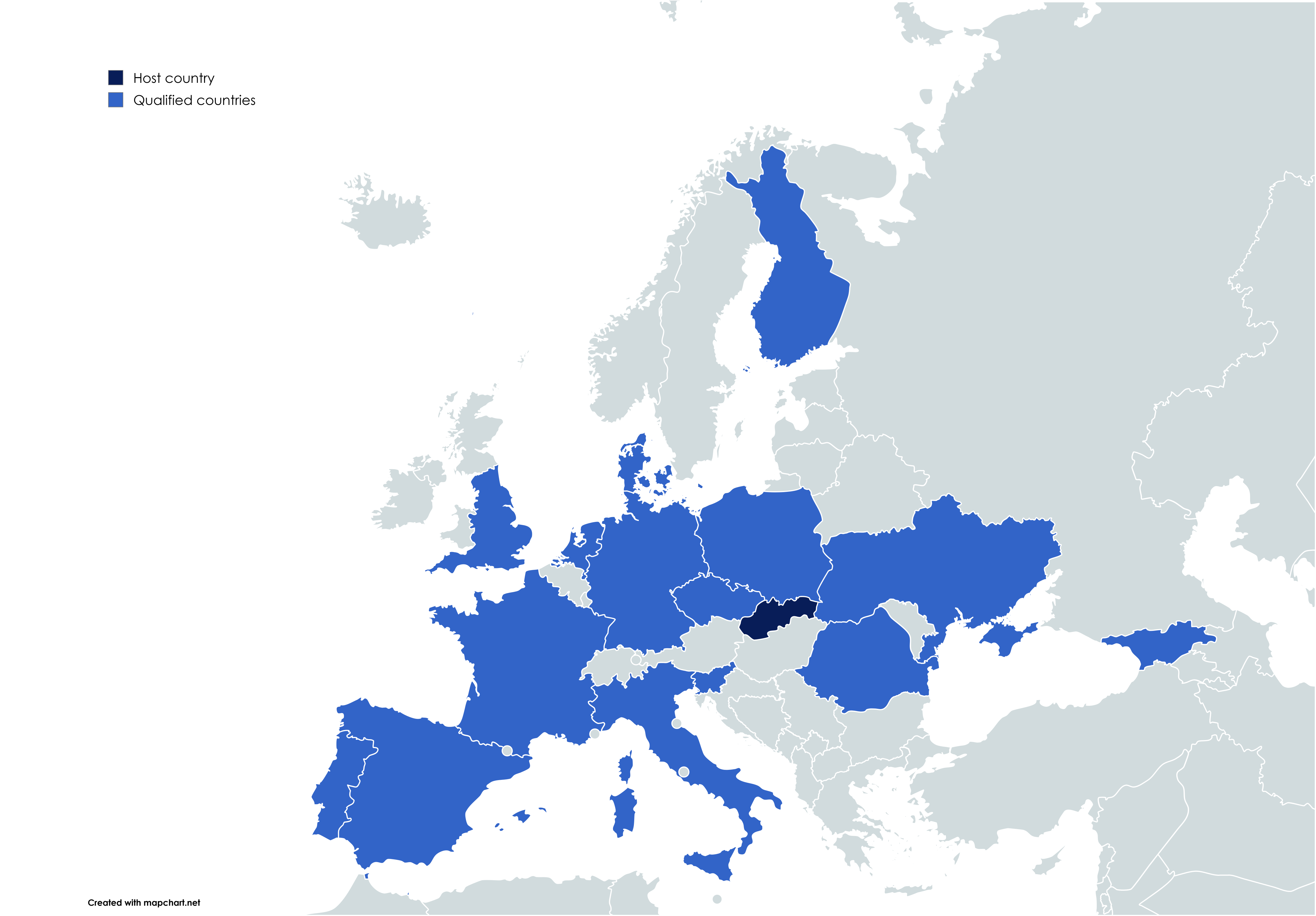
بطولة أوروبا تحت 21 عامًا 2025 - خريطة الدول المتأهلة

## الفرق
جميع اللاعبين المولودين في أو بعد 1 يناير 2002 مؤهلون للمشاركة. فقد كان على كل فريق وطني أن يقدم قائمة مكونة من 23 لاعبا، ثلاثة منهم يجب أن يكونوا حراس مرمى. وإذا أصيب لاعب أو مرض بشكل خطير يمنعه من المشاركة في البطولة قبل المباراة الأولى لفريقه، يمكن استبداله بلاعب آخر من ضمن القائمة.

## مرحلة المجموعات
ينتقل الفائزون بالمجموعة والوصيفون إلى دور خروج المغلوب الذي يبدأ بالربع النهائي.

## الترشيح
يتم تحديد ترتيب الفرق في مرحلة المجموعات على النحو التالي:
1. النقاط التي تم الحصول عليها في جميع مباريات المجموعة.
2. النقاط في المباريات المباشرة بين الفرق المتعادلة.
3. فارق الأهداف في المباريات المباشرة بين الفرق المتعادلة.
4. الأهداف المسجلة في المباريات المباشرة بين الفرق المتعادلة.
5. إذا كان أكثر من فريقين متعادلين، وبعد تطبيق جميع معايير المواجهات المباشرة المذكورة أعلاه، يتم إعادة تطبيق جميع معايير المواجهات المباشرة المذكورة أعلاه حصريًا على هذه المجموعة الفرعية من الفرق.
6. فارق الأهداف في جميع مباريات المجموعة.
7. الأهداف المسجلة في جميع مباريات المجموعة.
8. ركلات الترجيح إذا كان هناك فريقان فقط لديهما نفس العدد من النقاط، وقد التقيا في الجولة الأخيرة من المجموعة وتعادلا بعد تطبيق جميع المعايير أعلاه (لا يستخدم إذا كان هناك أكثر من فريقين لديهما نفس العدد من النقاط، أو إذا كانت تصنيفاتهم غير ذات صلة بالتأهل للمرحلة التالية).
9. النقاط التأديبية.
10. مؤتمرات الاتحاد الأوروبي لكرة القدم لقرعة التصفيات.
11. سحب القرعة.